# Škoda 35T
Škoda 35T (nazwa handlowa ForCity Classic Chemnitz) – typ tramwaju wyprodukowanego w zakładach Škoda Transportation dla niemieckiego miasta Chemnitz i jego systemu tramwajowego.

## Konstrukcja
Škoda 35T to dwukierunkowy, pięcioczłonowy, niskopodłogowy wagon tramwajowy. Nadwozie wykonane ze stali nierdzewnej oparte jest na trzech wózkach z kołami pozbawionymi osi. Poszczególne koła napędzane są indywidualnie przez silniki trakcyjne bez przekładni. Wejścia do tramwaju znajdują się na wysokości 290 mm nad główką szyny, wewnątrz podłoga znajduje się na wysokości 350 mm nad szyną. Tramwaj jest wyposażony w klimatyzację. Stylistykę wagonu zaprojektowało studio Aufeer Design.

## Dostawy
| Państwo        | Miasto         | Lata dostaw    | Liczba | Numery taborowe |       |  |
| -------------- | -------------- | -------------- | ------ | --------------- | ----- |  |
| Niemcy         | Chemnitz       | 2018–2020      | 14     | 911–924         | [ 4 ] |  |
| Łączna liczba: | Łączna liczba: | Łączna liczba: | 14     |                 |       |  |

W Chemnitz w 2012 roku przez krótki czas testowano jeden praski tramwaj Škoda 15T. W 2016 r. zakłady Škoda Transportation zwyciężyły w przetargu chemnickiego przewoźnika CVAG na dostawę 14 tramwajów o wartości około 950 milionów koron. Zgodnie z przedmiotem zamówienia skonstruowano typ 35T, należący do rodziny ForCity Classic.
Zgodnie z pierwotnym planem pierwszy tramwaj miał być dostarczony latem 2018 a dostawy miały się zakończyć latem 2019. Doszło jednak do opóźnienia. Pierwszy tramwaj wystawiono we wrześniu 2018 na targach InnoTrans w Berlinie, następnie jego wyposażenie zostało skompletowane w zakładach Škoda. Tramwaj dostarczono 30 listopada 2018 r. do Chemnitz i nadano mu numer taborowy 912. Od grudnia tego roku był testowany, pozostałe tramwaje dostarczano od kwietnia 2019 r. 25 września 2019 r. pierwsze dwa tramwaje 35T rozpoczęły służbę liniową. Do końca roku 2019 dostarczono 13 z 14 zamówionych wagonów.